# Svenska Arbetsgivareföreningen
Svenska Arbetsgivareföreningen (SAF) var en arbetsgivarorganisation som grundades 1902 för att fungera som en motkraft till LO. Organisationen upphörde 2001 i och med bildandet av Svenskt Näringsliv, en sammanslagning mellan SAF och Sveriges Industriförbund.
Från 1934 verkade SAF i dåvarande SAF-huset på Blasieholmen i centrala Stockholm.
SAF drev närradiostationen SAF Radio i Stockholm åren 1986–1993.

## Ordförande genom tiderna
- Robert Almström 1902–1903
- Gustaf Fredrik Östberg 1903–1907
- Hjalmar von Sydow 1907–1931
- Sigfrid Edström 1931–1942
- Gustaf Söderlund 1943–1946
- Carl Johan Malmros 1946–1947
- Sven Schwartz 1947–1951
- Axel G T Enström 1951-1954
- Sven Schwartz 1954–1967
- Tryggve Holm1967–1975
- Curt Nicolin 1976–1984
- Claes-Ulrik Winberg 1984–1985
- Bo Rydin 1985–1986
- Karl Erik Önnesjö 1986–1989
- Ulf Laurin 1989–1996
- Anders Scharp 1996–2001

## Verkställande direktörer genom tiderna
- Gustaf Falkenström 1903–1907
- Hjalmar von Sydow 1907–1931
- Gustaf Söderlund 1931–1941
- Fritiof Söderbäck 1941–1946
- Bertil Kugelberg 1947–1966
- Curt-Steffan Giesecke 1966–1978
- Olof Ljunggren 1978–1989
- Göran Tunhammar 1990–2001